# Sancho de Funes
Sancho de Funes (Funes, último tercio del siglo XI - Clavijo, 5 de septiembre de 1146) fue un fraile benedictino y obispo de la diócesis de Calahorra en España. Tras su martirio fue santificado.

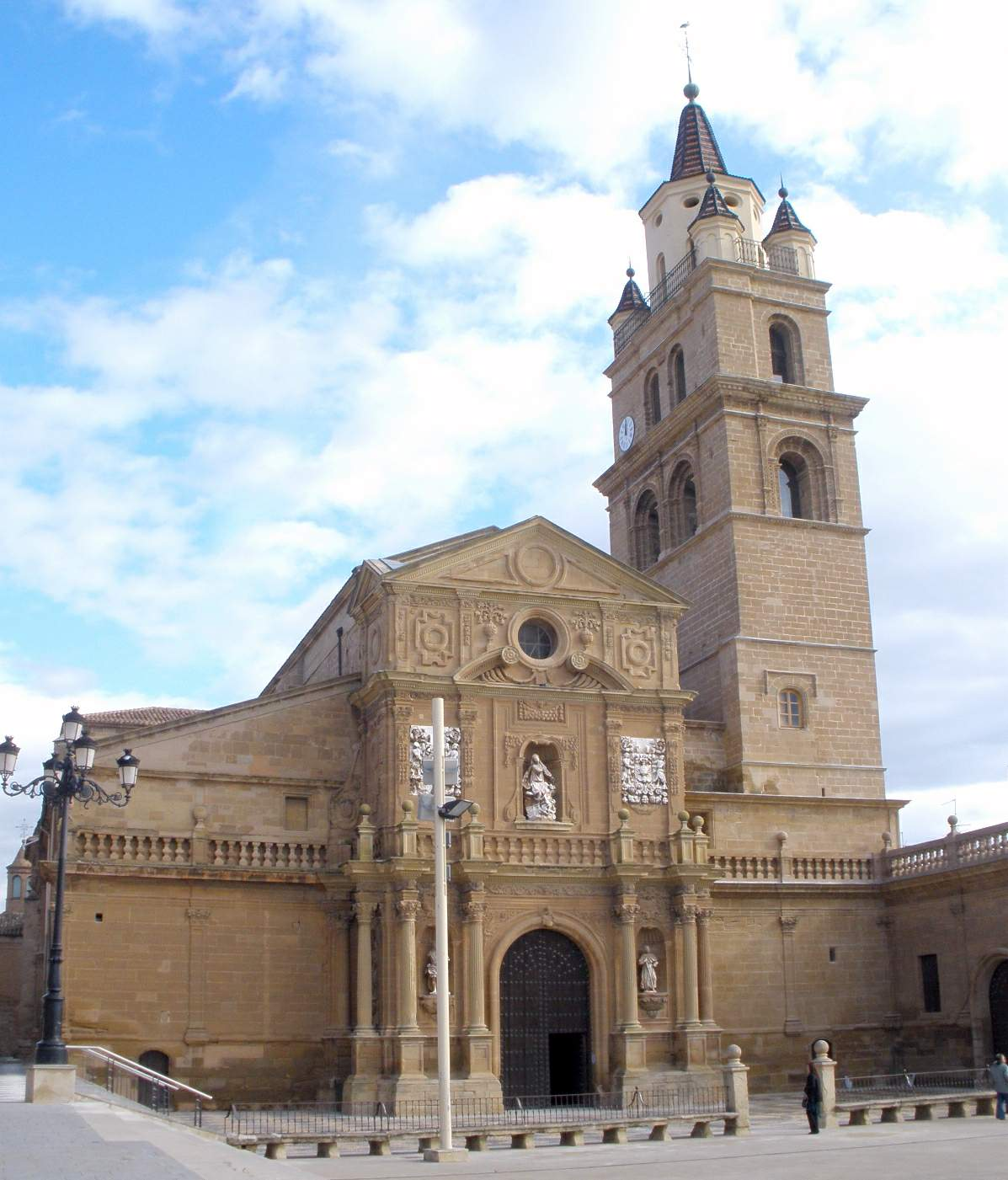
Catedral de Calahorra (La Rioja)

## Biografía
Sancho de Funes fue un monje cluniacense formado en la abadía de San Orencio de Auch que pudo acompañar al futuro arzobispo de Toledo, Bernardo de Sedirac, a la península ibérica para ocupar puestos de varias diócesis. El hecho de que posteriormente organizara el cabildo calagurritano al estilo monacal y de que en 1132 recibiera la visita del obispo de Auch redundan en esta idea. Fue nombrado primer abad del Monasterio de Santa María la Real de Nájera y más tarde fue elegido obispo de la diócesis de Calahorra, firmando en 1118 el primer documento con tal cargo.
Según el historiador Fernando Bujanda, habría estado presente en la reconquista de Zaragoza, Tudela y Tarazona entre 1118 y 1119.  
El obispo Sancho de Funes el 1 de agosto de 1137 consagró la iglesia, actualmente ermita, de Santa María de La Piscina, que hoy es uno de los monumentos de arquitectura románica mejor conservados de La Rioja.

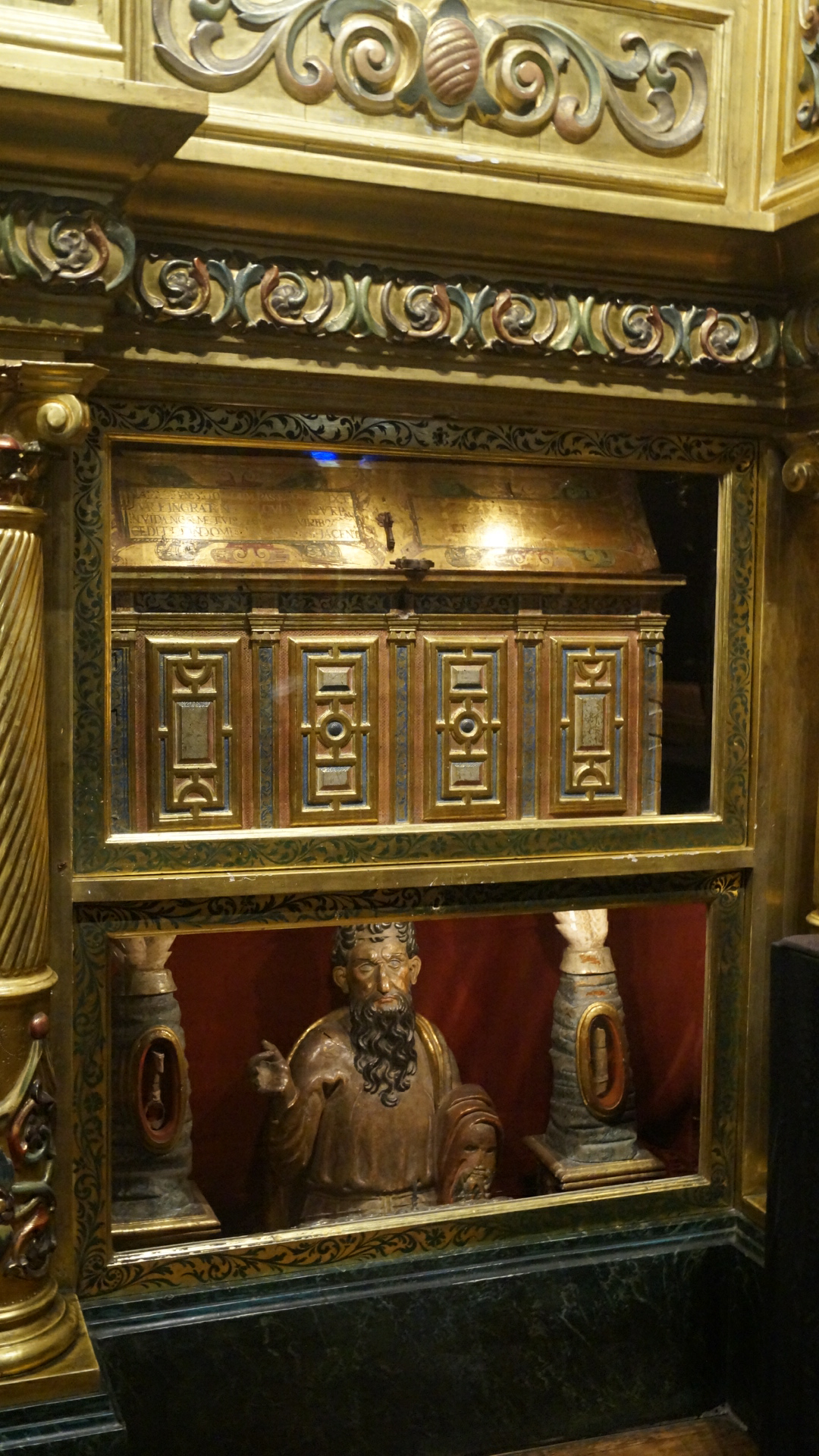
Urna con los restos mortales de Sancho de Funes (Capilla de la Milagrosa, Concatedral de Logroño)

En 1140, como obispo, desempeñó un papel decisivo como mediador en la disputa entre los reinos de Castilla y Navarra. 
El 2 de junio de 1141 consagra la iglesia del monasterio de Niencebas.
Con la aprobación del papa Gelasio II, redactó varias exhortaciones a los clérigos de su diócesis además de una bula con indulgencias en favor de quien contribuyese económicamente a la restauración de la catedral de Calahorra. 

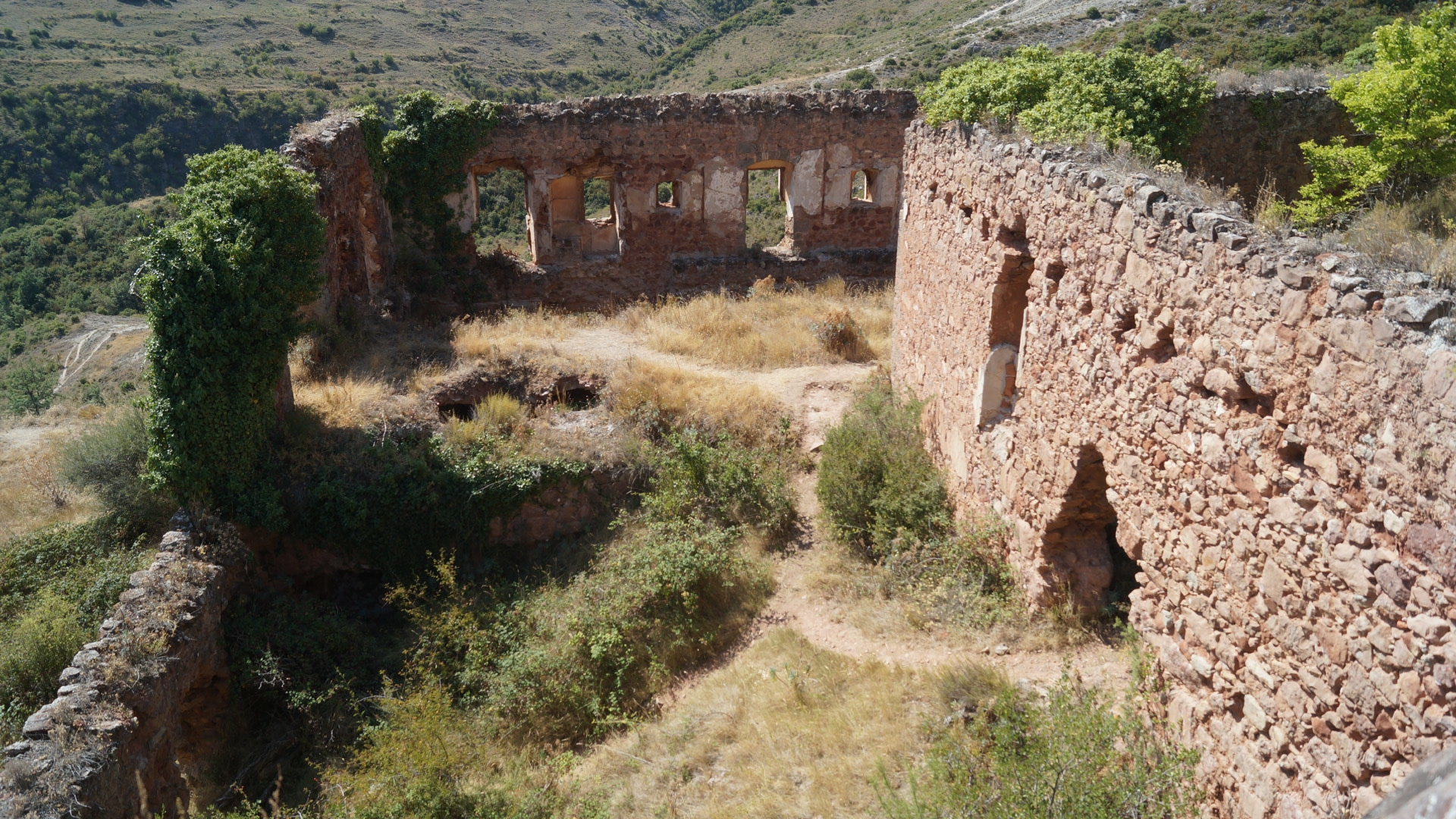
Monasterio de San Prudencio de Monte Laturce (Clavijo) donde fue enterrado Sancho de Funes.

Su preocupación por el funcionamiento interno de la diócesis le empujó a elaborar un estatuto para el cabildo catedralicio de Calahorra adoptando medidas como:
1. Creación de un archivium para documentos notariales
2. Creación de un scriptorium de copistas y miniaturistas para la provisión de libros litúrgicos; para este escritorio monacal donde copiar e iluminar códices y libros trajo copistas e iluminadores para el primer libro aún ahí conservado.[7]
3. Organización del cabildo con «con un Prior (con poder sobre el clero local), varios Arcedianos (auxiliares generales del Obispo en territorios concretos de la diócesis), un Vicario, Juez o Provisor (auxiliar general del Obispo) y las distintas Parroquias cuya delimitación se acomete».
4. Aprobación de un estatuto regulado para el clero calagurritano.[8]

Cuando luchaba contra la simonía dentro de sus diócesis fue martirizado por sus enemigos en 1146 en la montaña de Monte Laturce, en el municipio de Clavijo, cerca de Logroño. Sus reliquias, tras estar conservadas durante mucho tiempo en el Monasterio de San Prudencio de Monte Laturce, se conservan actualmente en la Catedral de Calahorra. Su sucesor en la sede episcopal fue Rodrigo de Cascante (1146-1190).
La conmemoración de Sancho de Funes se celebra el 5 de septiembre de cada año.
| Predecesor: Sancho de Grañón | Obispo de Calahorra 1118 - 1146 | Sucesor: Rodrigo de Cascante |